# Catatemnus braunsi
Catatemnus braunsi är en spindeldjursart som först beskrevs av Albert Tullgren 1907.  Catatemnus braunsi ingår i släktet Catatemnus och familjen Atemnidae. Inga underarter finns listade i Catalogue of Life.